# Katzbachstraße
Die Katzbachstraße ist eine Straße im Berliner Ortsteil Kreuzberg. Sie wurde nach der Schlacht an der Katzbach benannt.

## Verlauf
Die Katzbachstraße ist ein Nord-Süd-Verkehrsweg, der an der Kreuzung mit der Yorckstraße beginnt. Von hier führt er bergaufwärts, kreuzt etwa auf der halben Länge die Kreuzbergstraße und erreicht dann die Dudenstraße. Diese Straße bildet die östliche Grenze des Viktoriaparks. Der südwärts weiterführende Verkehrsweg heißt Boelckestraße.

## Geschichte
Die Straße wurde als vorläufige Straße Nr. 14, Abt. III des Bebauungsplanes konzipiert. Sie erhielt am 31. Oktober 1864 ihren richtigen Namen durch die königliche Kabinettsorder zum Generalszug. Auf dem Boehm-Plan von 1862 sei sie als Verbindung zwischen Wahlstattplatz und Kreuzbergstraße jedoch bereits erwähnt.

## Denkmale
In der Katzbachstraße 9 befindet sich ein in Teilen erhaltenes repräsentatives Eckgebäude der Kreuzbergstraße/Katzbachstraße von 1888, das Elemente zeittypischer Kontrastierungen in der Fassadengestaltung sowie bürgerlicher Wohnkultur aufweist und unter Denkmalschutz steht. Der Hausflur ist mit seinen Stuckmarmorwänden noch im Original erhalten. Von 1890 bis 1895 befand sich in der Wohnung von Ignaz Auer die Reichs-Geschäftsstelle der SPD, worauf eine Erinnerungstafel hinweist.
Die 1887 von Max Werner errichteten, ebenfalls denkmalgeschützten Gebäude Katzbachstraße 33 und 34 weisen gespiegelte Grund- und Aufrisse aus, was eine Möglichkeit war, Kosten für Mietshäuser zu senken. Beide Gebäude zeichnen sich durch ihre räumliche Verdichtung aus, die nach der Berliner Baupolizeiordnung vom 15. Januar 1887 nicht mehr möglich war. Die Fassade sowie die Hausflure und Treppenaufgänge wurden in Formen der Neorenaissance gestaltet.

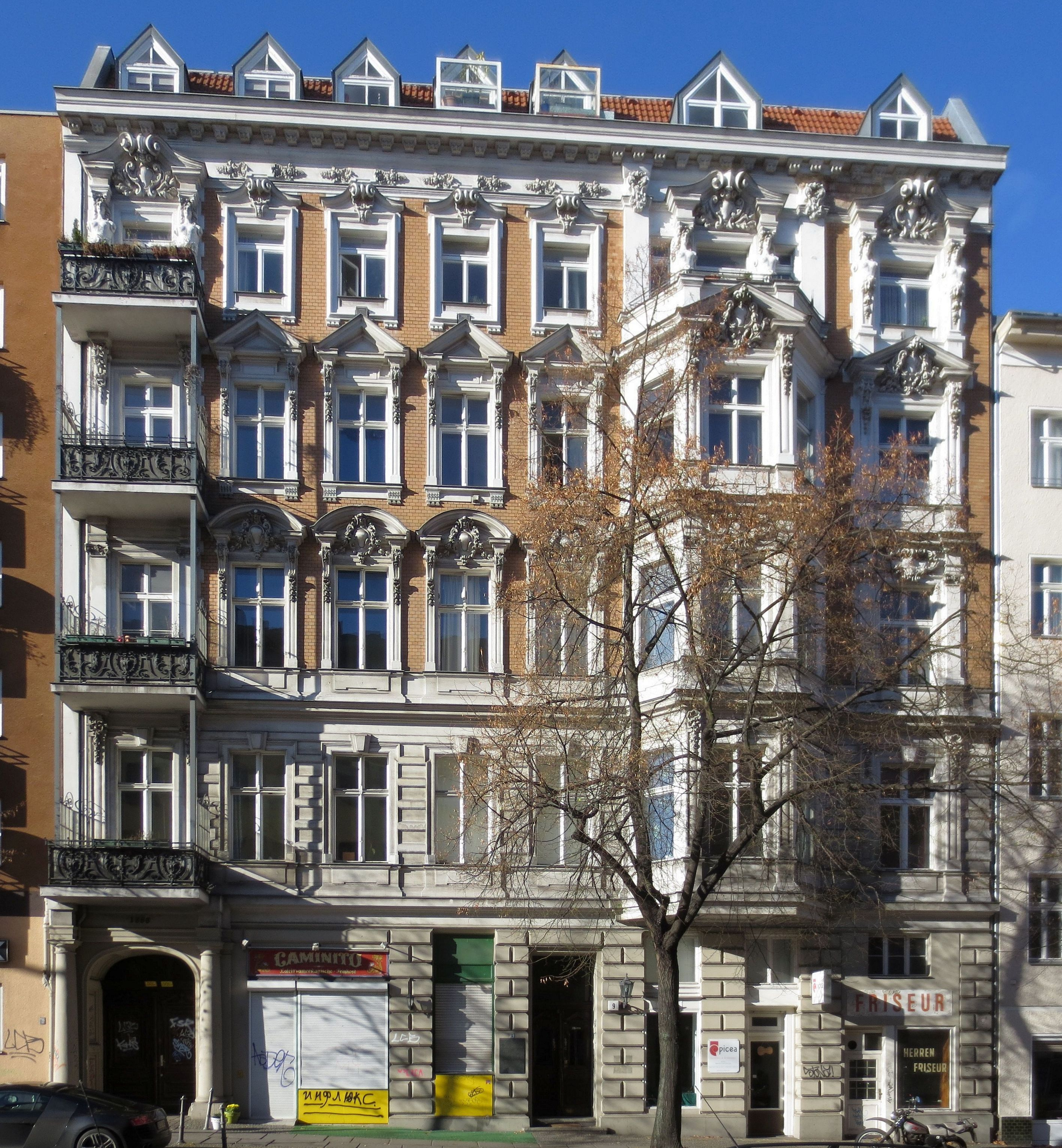
Katzbachstraße 9
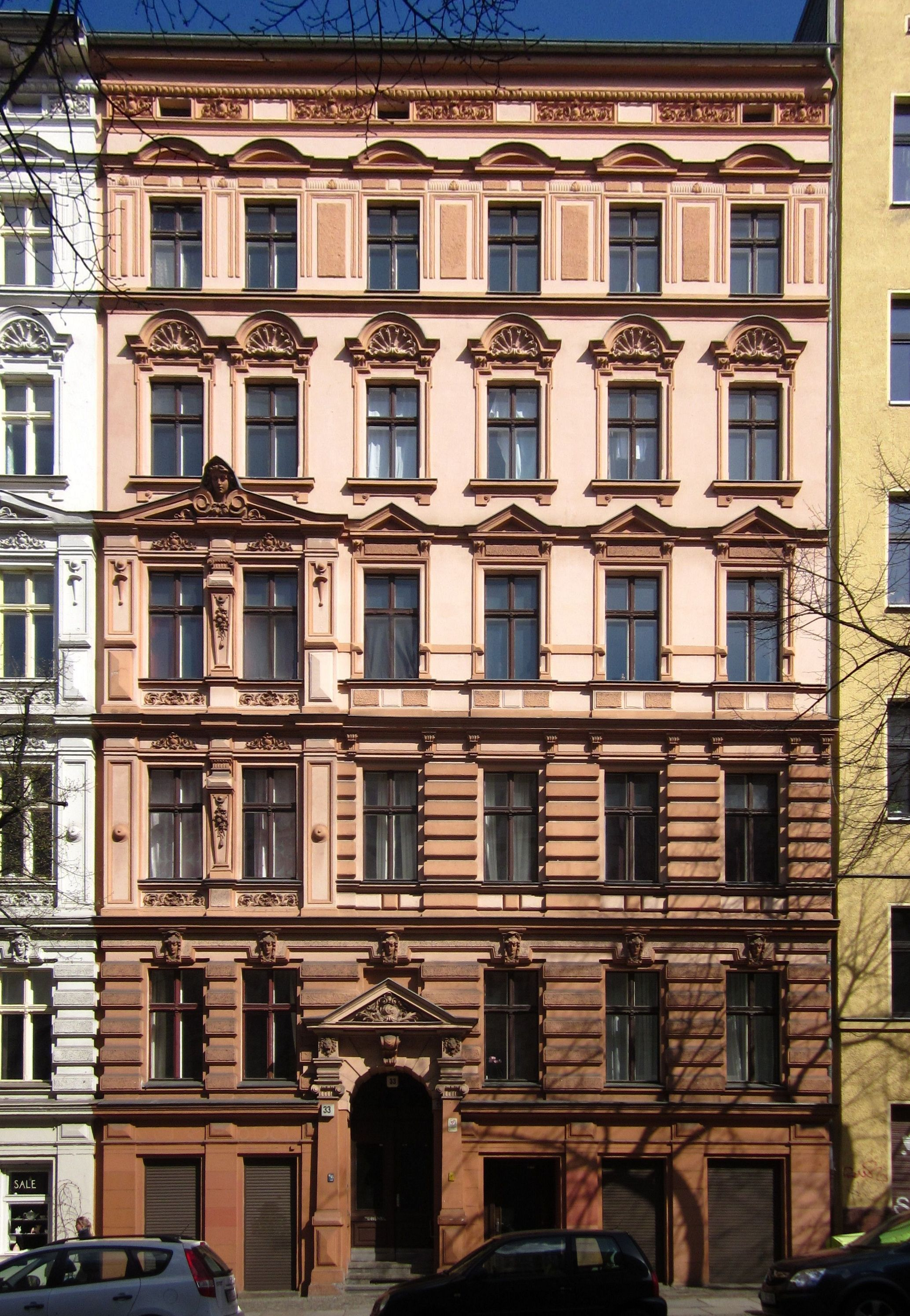
Katzbachstraße 33
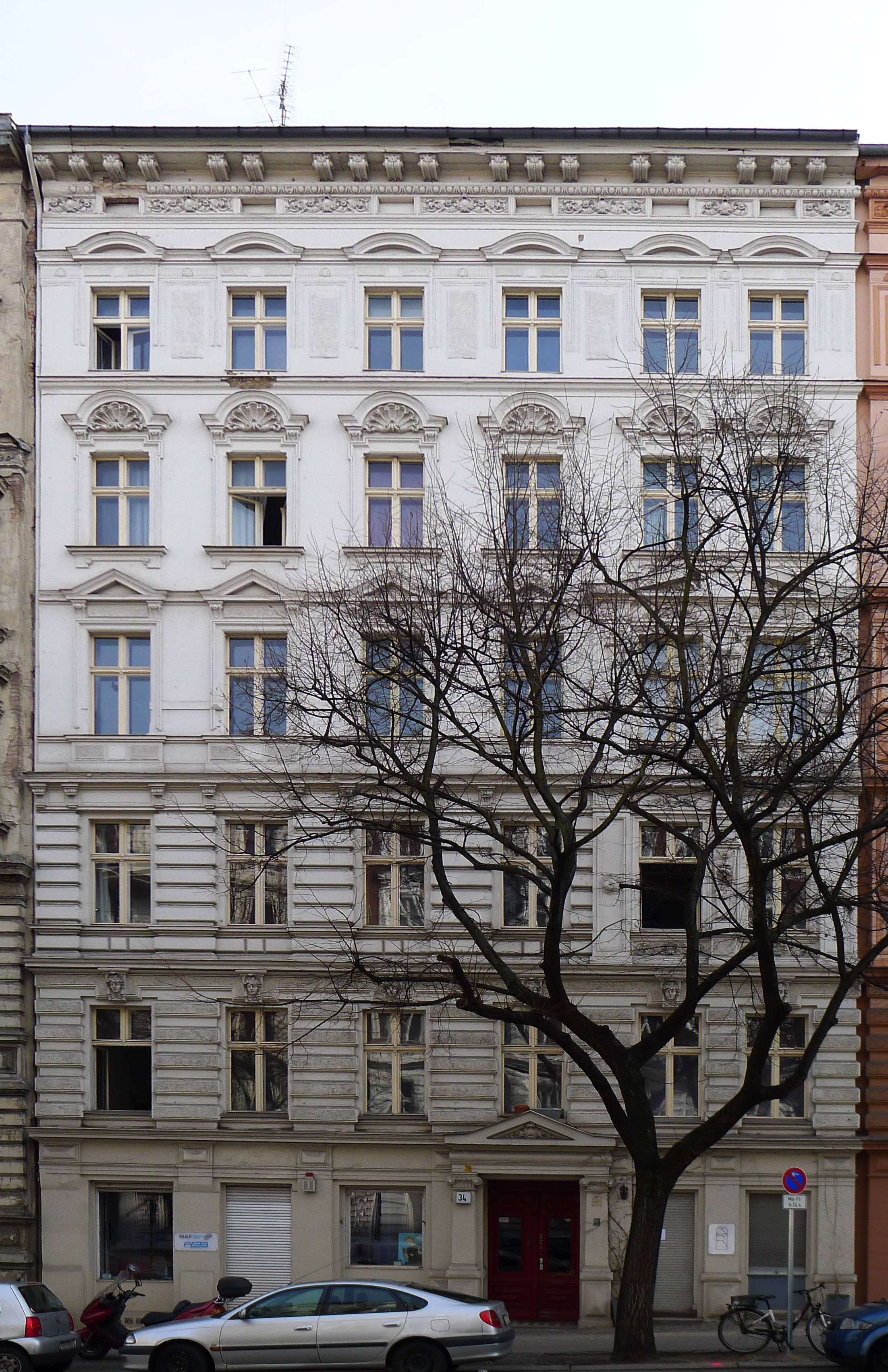
Katzbachstraße 34

## Verkehrsanbindungen
Im Verlauf der Straße liegen die Bushaltestellen: Katzbachstraße, die von der Linie M19 angefahren wird, die Bushaltestellen Viktoriapark und die Haltestelle Monumentenstraße. Die zuletzt genannten liegen an der Strecke der Buslinie 140. An der Kreuzung Dudenstraße/Katzbachstraße befindet sich eine gleichnamige Bushaltestelle, die von den Buslinien M43 und 140 bedient wird.
In fußläufiger Entfernung liegt der S- und U-Bahnhof Yorckstraße.

## Trivia
- Das Willy-Kressmann-Stadion war bis 2010 nach der Straße benannt. (Katzbachstadion).